# Kuhlen (Neunkirchen-Seelscheid)
Kuhlen ist ein Ortsteil von Oberdorst in der Gemeinde Neunkirchen-Seelscheid im Rhein-Sieg-Kreis.

## Lage
Der ehemals eigenständige Ort Kuhlen liegt im Süden von Oberdorst. Südlich vom Ort liegt Pütz.

## Geschichte
Anfang des 19. Jahrhunderts wurde der Ort Kuhlehof genannt.
1830 hatte Kaulen 40 Einwohner. 1845 hatte Kaulen einen katholischen und 35 evangelische Einwohner in acht Häusern. 1888 gab es in Kuhlen 30 Bewohner in neun Häusern.
1910 wohnten in Kuhlen die Familien Hausierer Johann Birkner, Ackerer und Handelsmann Johann Wilhelm Haas, Ackerer Albrecht Heimann, Ackerer Heinrich Wilhelm Linden und Bergmann August Roth.
Der Weiler gehörte bis 1969 zur Gemeinde Seelscheid.